# راسم رشدي
راسم رشدي كاتب مصري شركس كتب القصة القصيرة وعن الإسلام ومصر والشراكسة.
قاد حركة نهوض ثقافي شركسي وحده في الأربعينات من القرن العشرين، رغم أنه كان متخصصا بالهندسة الالكترونية من جامعة لندن.
ألّف وأصدر عدة كتب فيّمة، اعتُبرت مراجع مهمة في تاريخ الشراكسة في مصر ودول الشتات الشركسي وكان رائدا في السبق إلى تأليف وإصدار مثل هذه الكتب التاريخية الهامّة.

## مؤلفاته
- راسم رشدي (1936). الإسلام والحرية الفكرية (ط. الأولى). القدس: مطبعة بيت المقدس.

- Rasim Rushdi (1936). Tragddy of a nation - Story of the Chrekess. Jerusalem: The Commercial Press. مؤرشف من الأصل في 2022-03-21.

- راسم رشدي (1948). مصر والشراكسة: صفحات من تاريخ مصر الحديث (ط. الأولى). القاهرة. مؤرشف من الأصل في 2023-02-21.{{استشهاد بكتاب}}:  صيانة الاستشهاد: مكان بدون ناشر (link)

- راسم رشدي (1953). طرابلس الغرب: في الماضي والحاضر (ط. الثانية). طرابلس. مؤرشف من الأصل في 2022-03-21.{{استشهاد بكتاب}}:  صيانة الاستشهاد: مكان بدون ناشر (link)

- -أصدر قصته الشركسية «جان» عام 1949 م، وتدور أحداث القصة حول مآسي الحروب الشركسية وأهوالها، والمأساة الشركسية الكبرى المتمثلة بالتهجير القسري الكبير للشراكسة عن وطنهم الأم في شمال القوقاز، وما قاسته بطلة القصة جان من الويلات في نيران الحرب وأهوال التهجير القسري المأساوية.

لم يكتف الكاتب المناضل باصدار اته من الكتب المذكورة، بل اتّجه لبعث الوعي القومي الشركسي باصدار وتوزيع النشرات والمقالات التي تدعو لعدم نسيان الوطن الأم واللغة والعادات والأخلاق الشركسية، كما دعا للعمل المخطّط المرسوم بالعلم والايمان والمُثابرة لتحقيق عودة حرة عزيزة آمنة إلى أرض الأجداد.